# Raleigh Hills
Raleigh Hills – jednostka osadnicza w Stanach Zjednoczonych, w stanie Oregon, w hrabstwie Washington.